# Niklas Tarvajärvi
Niklas Tarvajärvi est un footballeur international finlandais né le 13 mars 1983 à Tuusula. Il évoluait au poste d'attaquant devenu entraîneur.

## Biographie

### En club
Niklas Tarvajärvi évolue en Finlande, aux Pays-Bas, en Suisse, et en Allemagne.
Il dispute notamment 69 matchs en Eredivisie, inscrivant dix buts.
Il réalise sa meilleure performance lors de la saison 2003, où il inscrit sept buts dans le championnat de Finlande.
Il participe également aux compétitions continentales européennes, avec notamment six matchs en Coupe de l'UEFA (deux en phase finale, et quatre lors des tours préliminaires).

### En équipe nationale
Niklas Tarvajärvi reçoit quatre sélections en équipe de Finlande entre 2005 et 2009.
Il joue son premier match en équipe nationale le 12 mars 2005, en amical contre le Koweït (victoire 0-1 à Kaifan). Il reçoit sa dernière sélection le 4 février 2009, en amical contre le Japon (défaite 5-1 à Tokyo).

## Palmarès
MyPa 47 Anjalankoski
- Championnat de Finlande
  - Champion (1) : 2005
- Coupe de Finlande
  - Vainqueur (1) : 2004